# Kung Xian av Zhou
Kung Xian av Zhou var en kinesisk monark. Han var kung av Zhoudynastin 368–321 f.Kr.